# Sønderhå Sogn
Sønderhå Sogn er et sogn i Sydthy Provsti (Aalborg Stift).
I 1800-tallet var Hørsted Sogn anneks til Sønderhå Sogn. Begge sogne hørte til Hassing Herred i Thisted Amt. Sønderhå-Hørsted sognekommune blev ved kommunalreformen i 1970 indlemmet i Thisted Kommune.
I Sønderhå Sogn ligger Sønderhå Kirke.
I sognet findes følgende autoriserede stednavne:
- Bjergene (areal)
- Gyrup Mark (bebyggelse)
- Hågårde (bebyggelse)
- Jestrup (bebyggelse, ejerlav)
- Labæk Huse (bebyggelse)
- Nørhå Sø (vandareal)
- Storhøj (areal)
- Sønderhå (bebyggelse, ejerlav)